# Тоні Ліп
Френк Ентоні Валлелонга старший (30 липня 1930 — 4 січня 2013) відомий як Тоні Лип — американський актор і письменник, найбільш відома роль кримінального авторитета Кармайна Лупертаці в серіалі HBO «Клан Сопрано».
Він зобразив реального гангстера Филипа Джаконе із злочиного клану Бонанно у фільмі «Доні Браско» та реального гангстера Франческо Манцо із злочиної сім'ї Луки у фільмі «Славні хлопці». Він вперше зустрівся в нічному клубі Копакабана з Френсісом Фордом Копполой й Луї Ді Джіамо, що дало йому  невелику роль в фільмі «Хрещений батько», ставшим його дебютом в кіно. Він також став співавтором книги «Замовкни й їж!» (2005).
На початку 1960-х Тоні Валлелонга був водієм і охоронцем афроамериканського класичного піаніста Дона Ширлі, про їх знайомство та дружбу у 2018 році був знятий фільм «Зелена книга».

## Ранній період життя
Френк Ентоні Валелонга народився в Бивер-Фолс, штат Пенсільванія в сім'ї італійців, Назарени і Ніколаса Валелонга. Його сім'я переїхала, коли він був дитиною, в Бронкс, і він виріс на 215-й вулиці поблизу будинку, в якому виріс Джон Готті . Він отримав прізвисько «Губа» в дитинстві, як показ його репутації за можливість умовити людей робити те, що він від них хотів.

## Кар'єра
З 1951 по 1953 рік він служив у армії США і перебував у Німеччині. Він працював у Копакабані, починаючи з 1961 року, як метрдотель і керівник, зустрічався з відомими людьми.
Він працював вишибалом, коли був найнятим, щоби возити і захищати піаніста Дона Ширлі в турі по півдню США під час дії законів Джима Кроу з 1962 по 1963 роки. Цей тур ліг в основу фільму «Зелена книга» 2018 року, сценарій якого був написаний за участі його сина, Ніка Валелонги, і в якому образ Ліпа зірав Вігго Мортенсен.

## Особисте життя та смерть
Ентоні Валлелонга, відомий як Тоні Ліп, проживав у Парамусі, штат Нью-Джерсі, зі своєю дружиною Долорес Валлелонга (уродженна Венера), котра померла в 1999 році.
Сам Тоні Ліп помер 4 січня 2013 року в Тинеці, штат Нью-Джерсі, у віці 82 роки. У нього залишились сини Нік Валелонга та Френк Валелонга молодший, брат Руді Валелонга й один внук.

## Фільмографія
- Хрещений батько (фільм) (1972) — гість на весілі (нема в титрах)
- Навіжений Джо (1974) — гангстер (нема в титрах)
- Супер-копи (1974) — кілер в Детройті (нема в титрах)
- Собачий південь (1975) — коп в аеропорту (нема в титрах)
- Скажений бик (1980) — відвідувач нічного клубу (нема в титрах)
- Тато Грінвіч-Вілідж (1984) — Френкі
- Рік дракона (фільм, 1985) (1985) — Ленні Каранца
- Серце (1987) — Макс
- Останній ритуал (1988) — Кеббі
- Під замком (1989) — охоронець
- Славні хлопці (1990) — Френкі
- 29 вулиця (1991) — Ніккі
- Кров невиних (1992) — Френк
- Хто цей тип? (1993) — Віто Паскуалі
- A Brilliant Disguise (1994) — Піт
- In the Kingdom of the Blind, the Man with One Eye Is King (1995) — Паулі
- Донні Браско (1997) — Філлі Лакки
- A Brooklyn State of Mind (1998) — Bartender
- The Signs of the Cross (2005) — Маріо
- All In (2006) — Darkman
- Шлях леза (2008) — Гас

## Серіали
- Закон і порядок (1992—1996) — Бобі Мероуз
- Клан Сопрано (2001—2007) — Кармайн Лупертаці